# Deji-Talsperre
Die Deji-Talsperre (chinesisch 德基水庫) liegt am Fluss Dajia in Zentral-Taiwan. Man findet den Namen auch geschrieben als „Tehchi“ oder „Tachien“. Der Stausee wurde ungefähr von 1969 bis 1974 angelegt. Mit seiner Seehöhe von 1408 m soll er das höchstgelegene Reservoir in Asien sein. 
Der Deji-Stausee liegt am Fuß des Li-Berges (梨山,  Líshān) im Bezirk Heping der Stadt Taichung in einer landschaftlich sehr reizvollen Gegend. Er ist der oberste von mehreren Stauseen am Dajia. An diesem Fluss liegt auch der Shigang-Staudamm, der bekannt wurde, als er beim Jiji-Erdbeben 1999 zerstört wurde. 
Der Speicherraum des Deji-Stausees ist dreimal so groß wie der des Sonne-Mond-Sees, des größten natürlichen Sees in Taiwan. Die Talsperre hat eine 181 m hohe Bogenstaumauer als Absperrbauwerk. Die Bogenstaumauer ist hyperbelförmig gekrümmt und ist 285 Meter lang. 
Der entstandene Stausee ist 14 Kilometer lang und hat bei Vollstau eine Fläche von 453 Hektar. Das Gesamtspeichervolumen wurde im November 2014 mit 194.687.000 m³ (0,195 km³) quantifiziert und das effektive Speichervolumen mit 148.754.000 m³ (Zahlenangaben nach der Taiwanischen Behörde für Wasserressourcen).